# シンクヴァトラヴァトン湖
シンクヴァトラヴァトン湖（Þingvallavatn）は、アイスランドの南西部に位置する湖である。面積は84km²で、アイスランド最大の天然の湖である。最大水深は、114m。この湖の北岸で、アイスランドの議会アルシングが930年に創設された。
この湖は、シンクヴェトリル国立公園の一部である。湖の中にある島の火山の源は、はっきりと目にすることができる。有名なアルマンナギャオを最大のものとする湖周辺の亀裂は、ここでヨーロッパとアメリカの地質構造的なプレートがあい争っていることを示している。シンクヴァトラヴァトン湖からの唯一の流出河川は、ソグ川である。

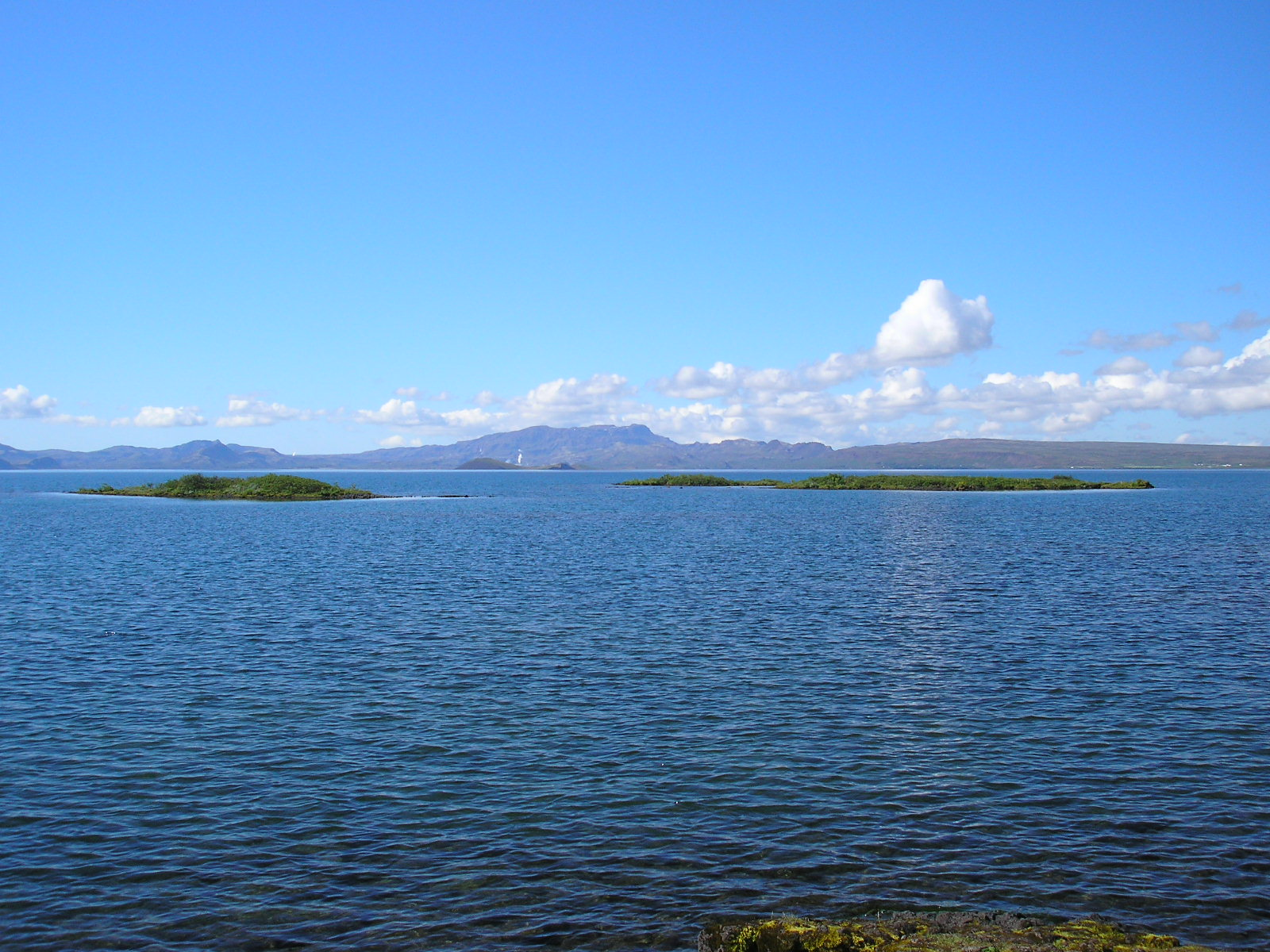
近景 (2006年)
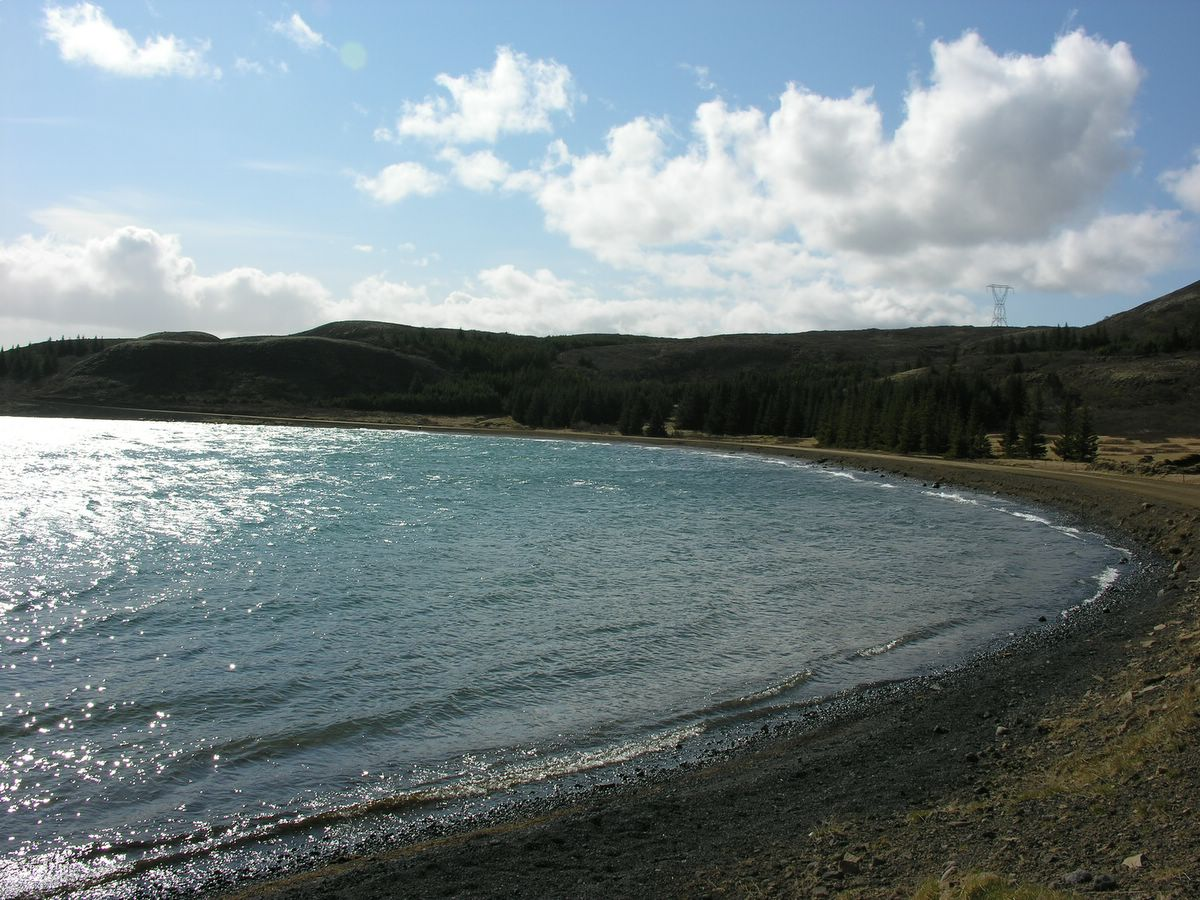
近景 (2006年)
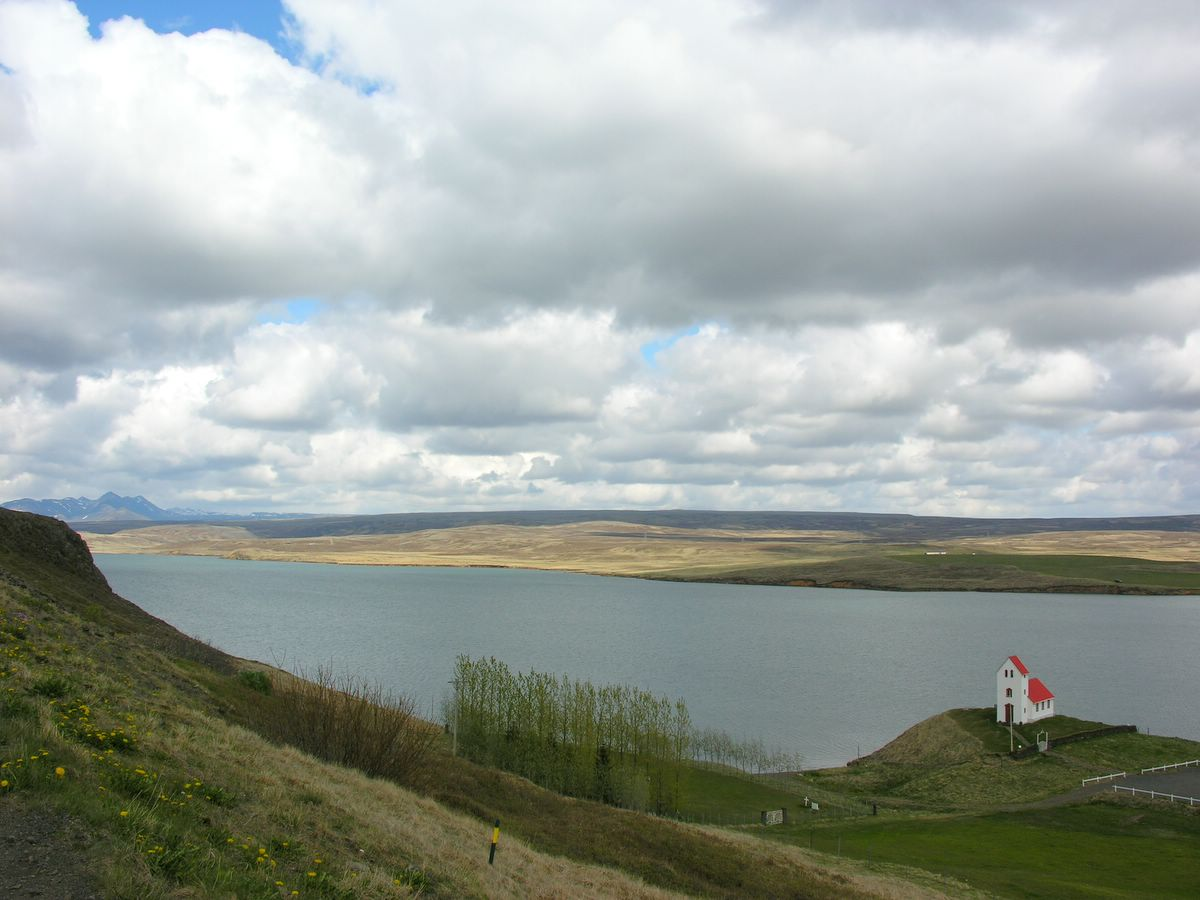
近景 (2005年)
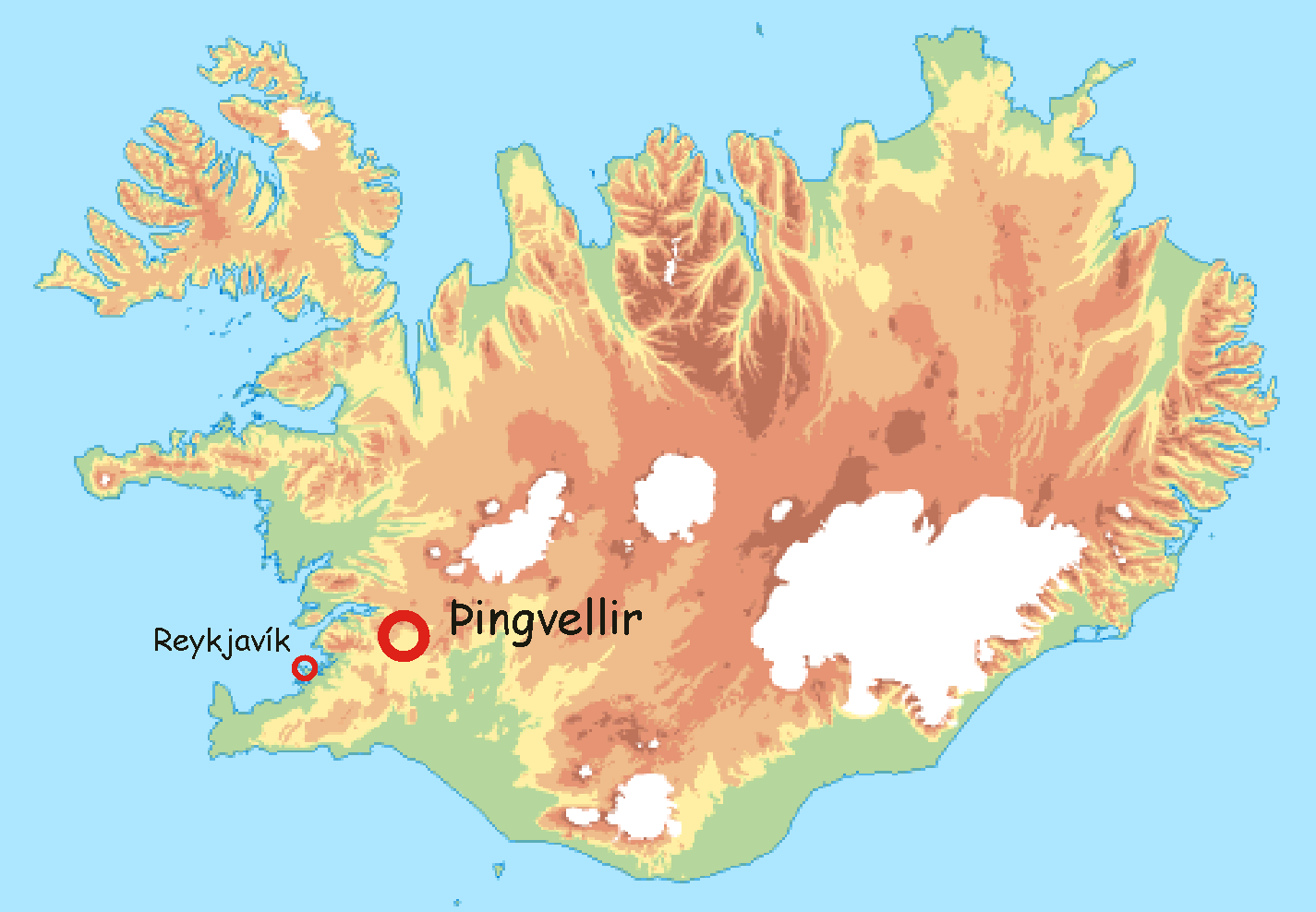
島内での位置
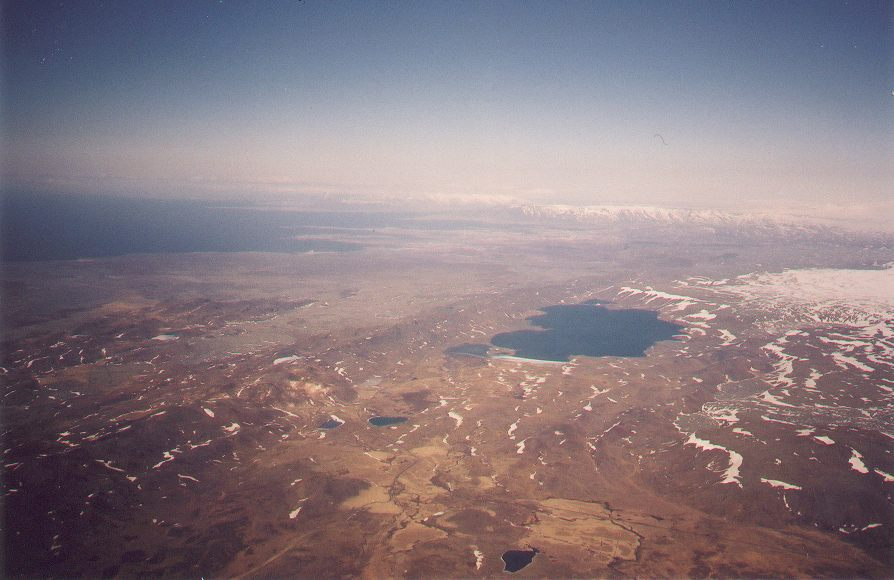
航空写真 (2000年)
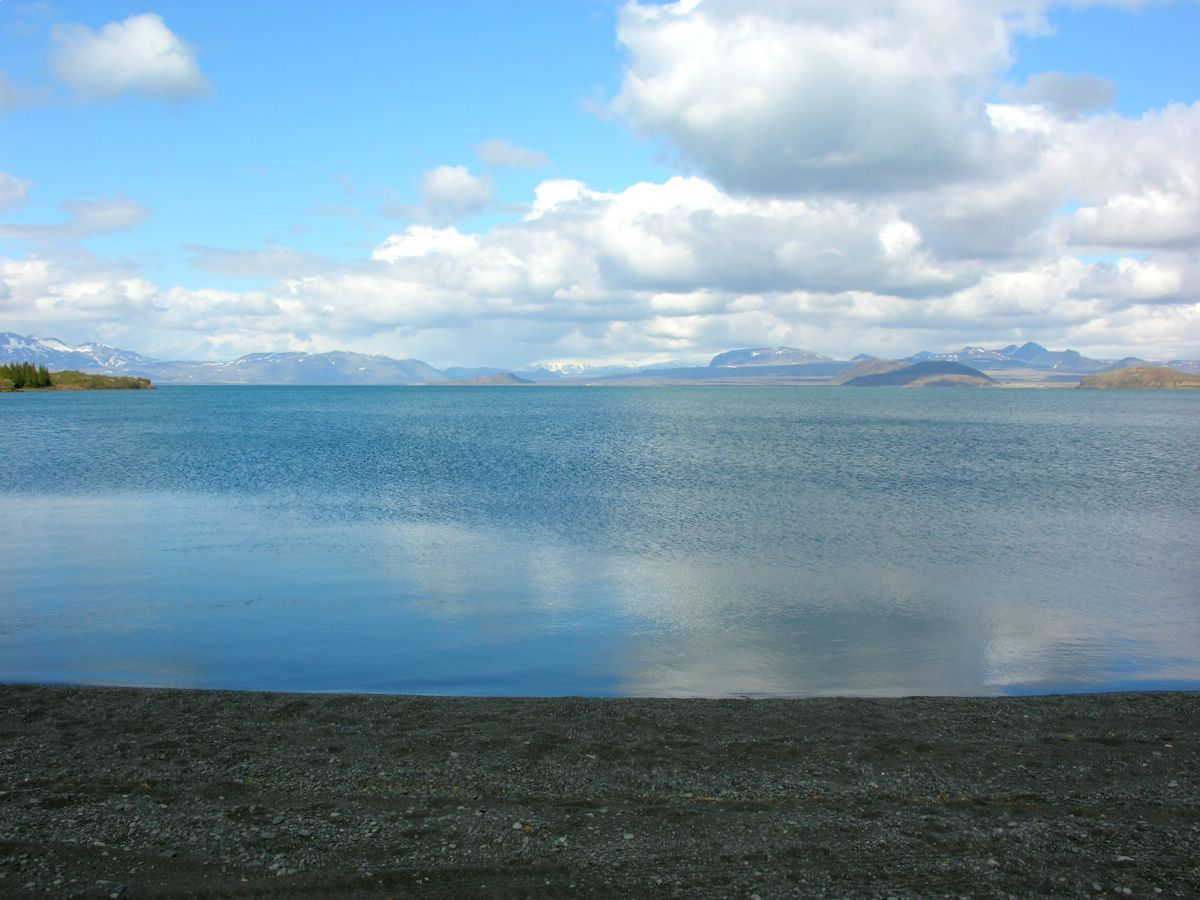
西岸 (2005年)
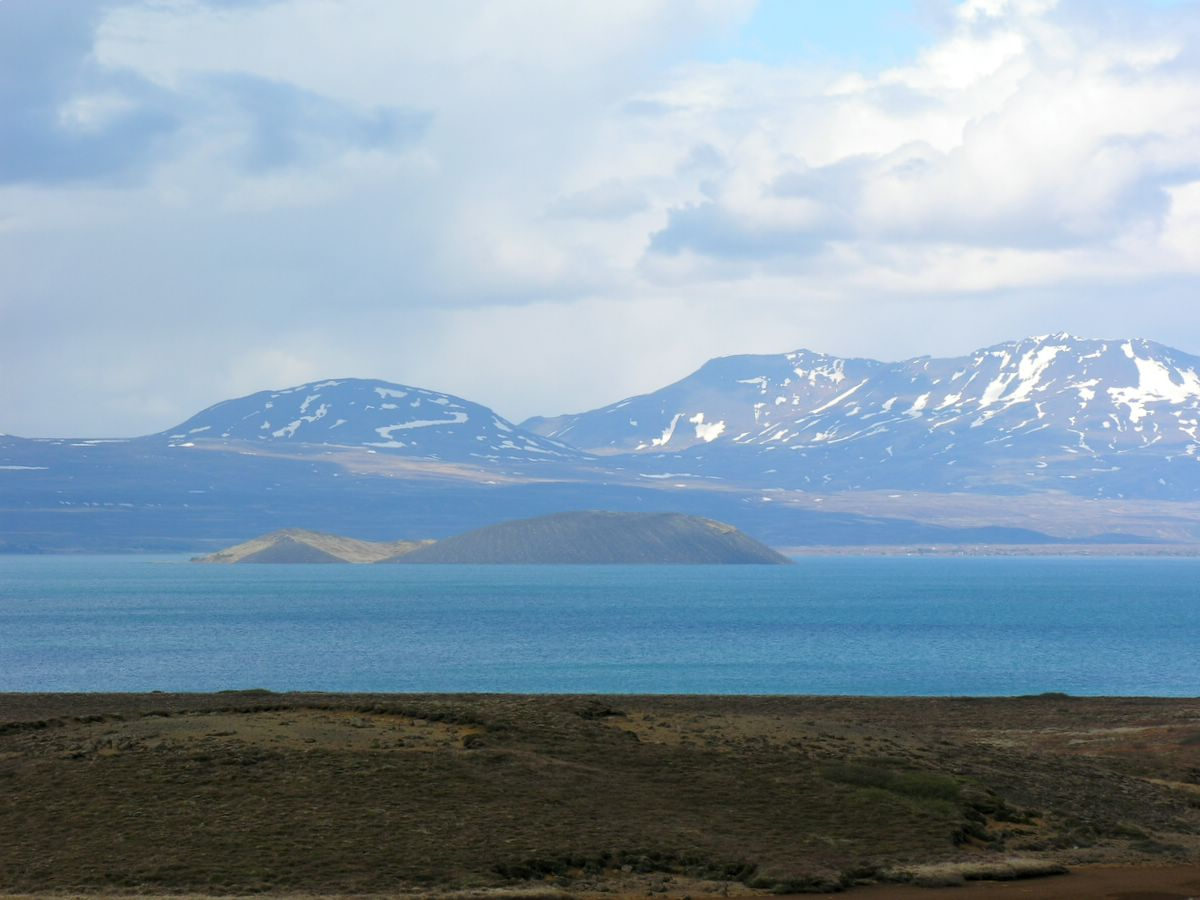
近景 (2005年)
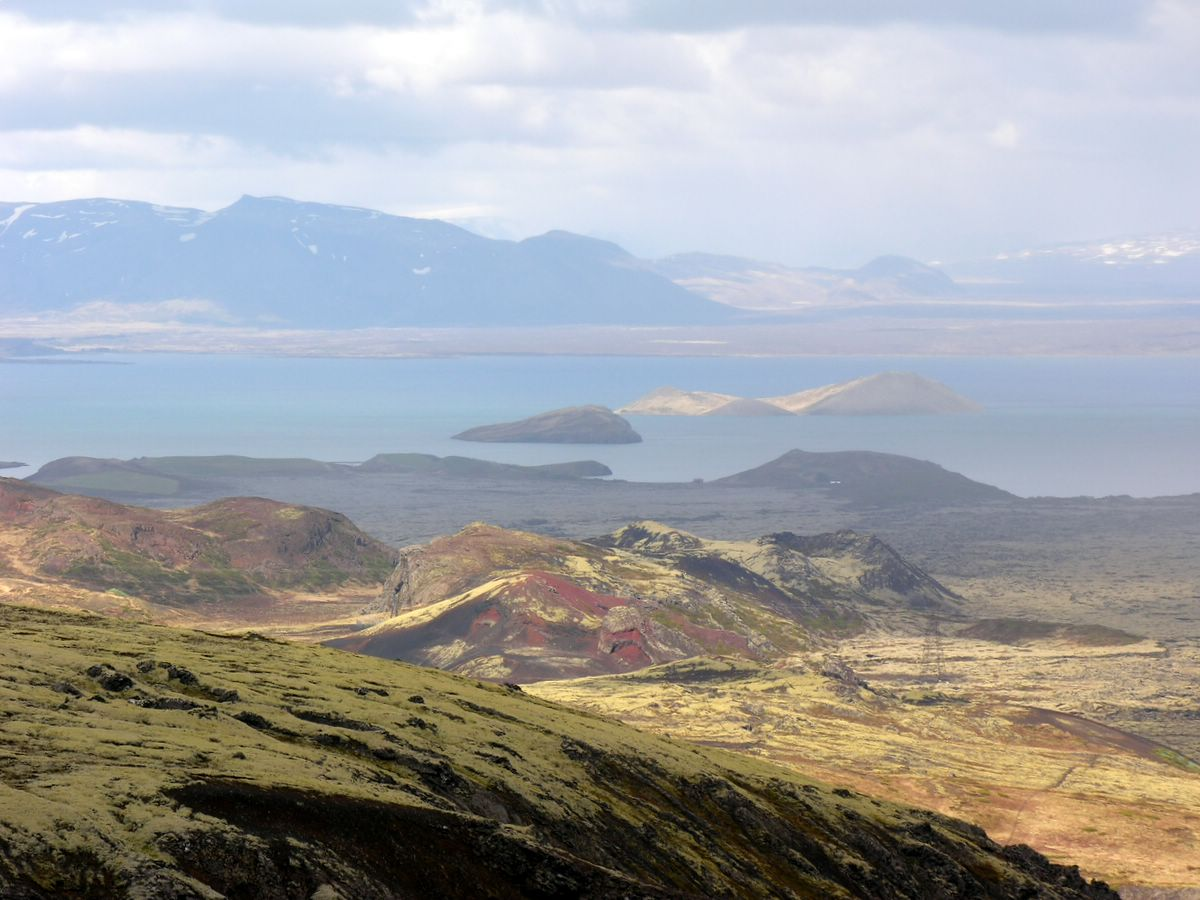
ヘインギットルから見たシンクヴァトラヴァトン (2005年)
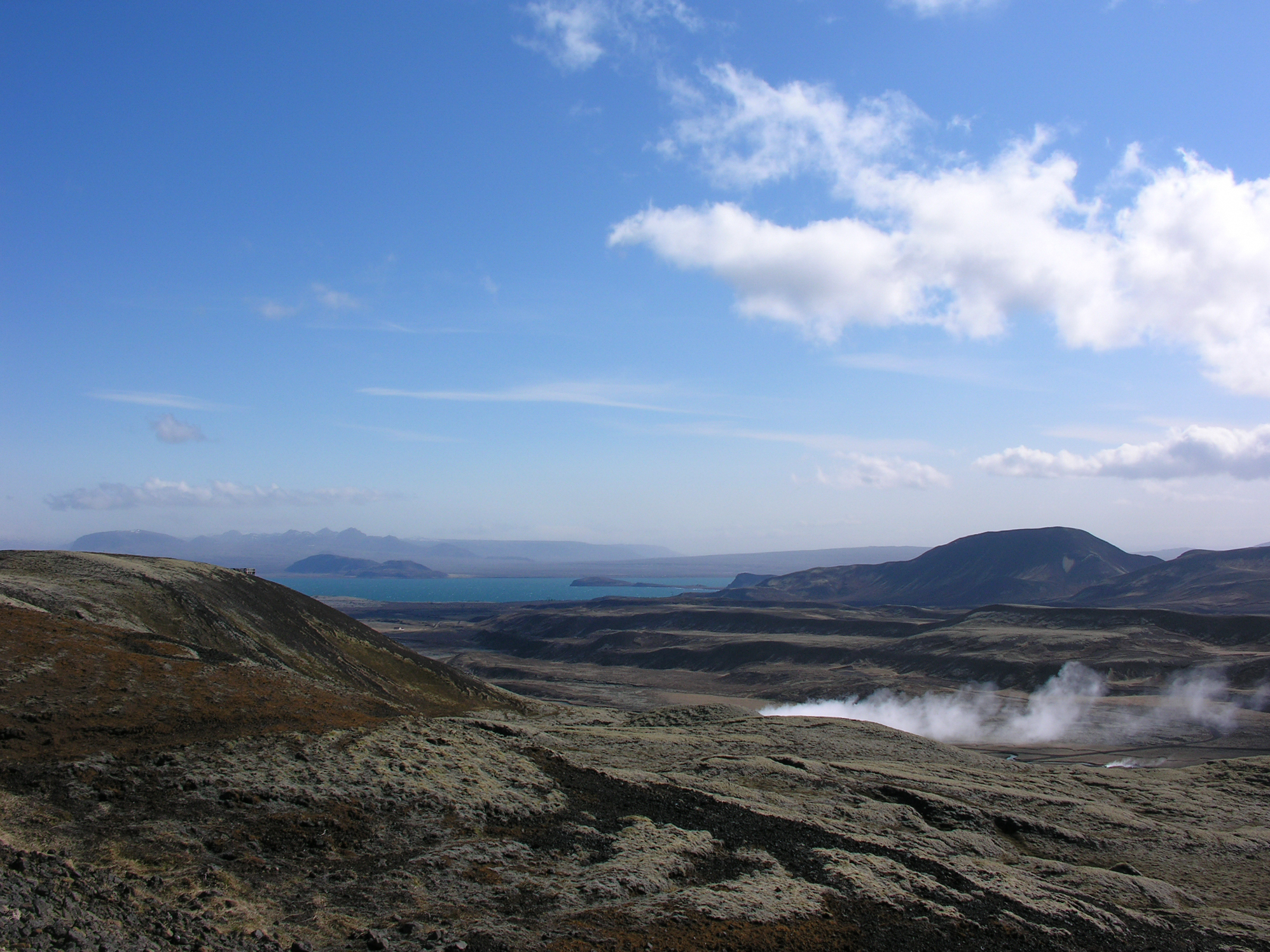
クヴェラゲルジとシンクヴァトラヴァトン (2006年)
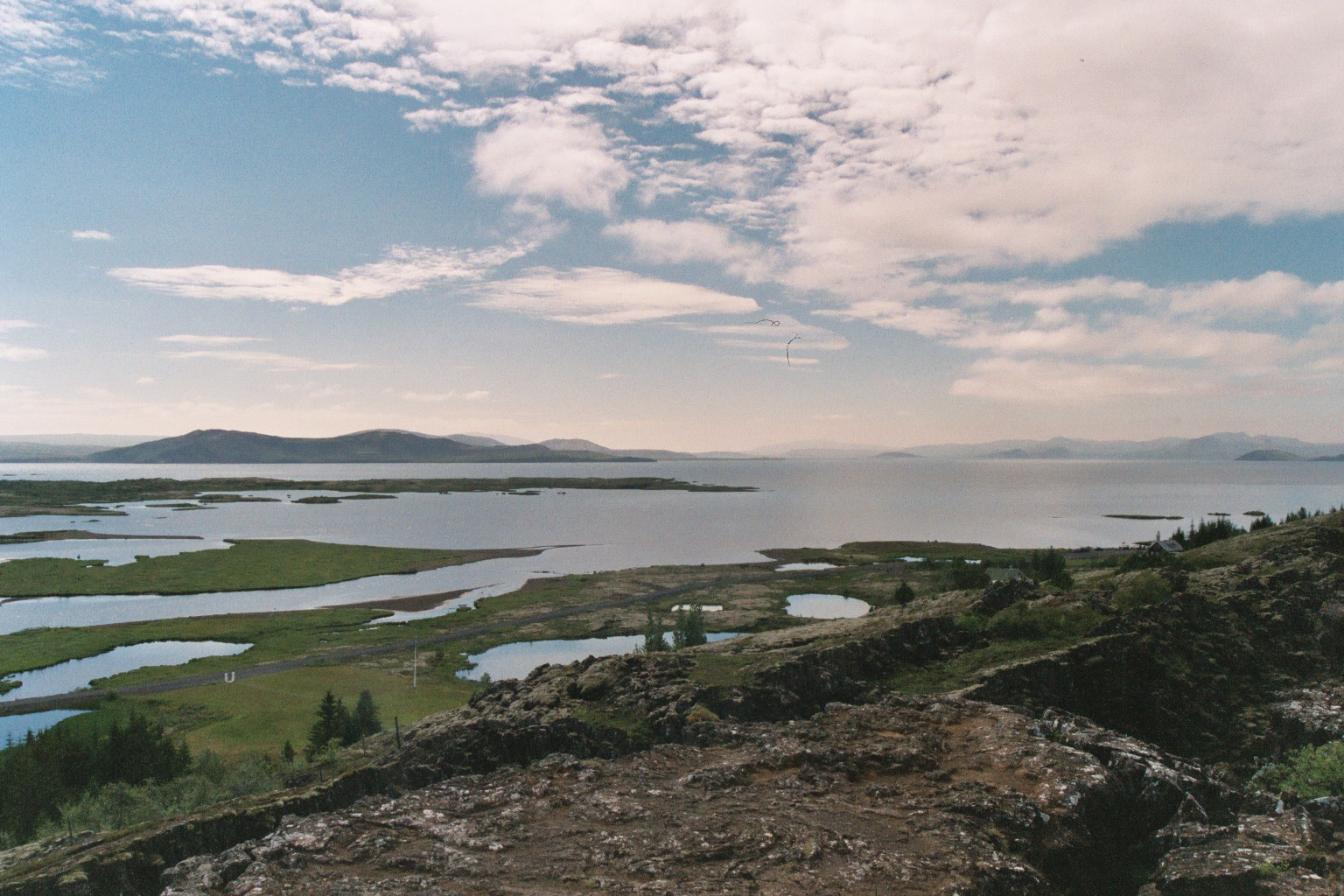
シンクヴェトリルから見たシンクヴァトラヴァトン (2004年)
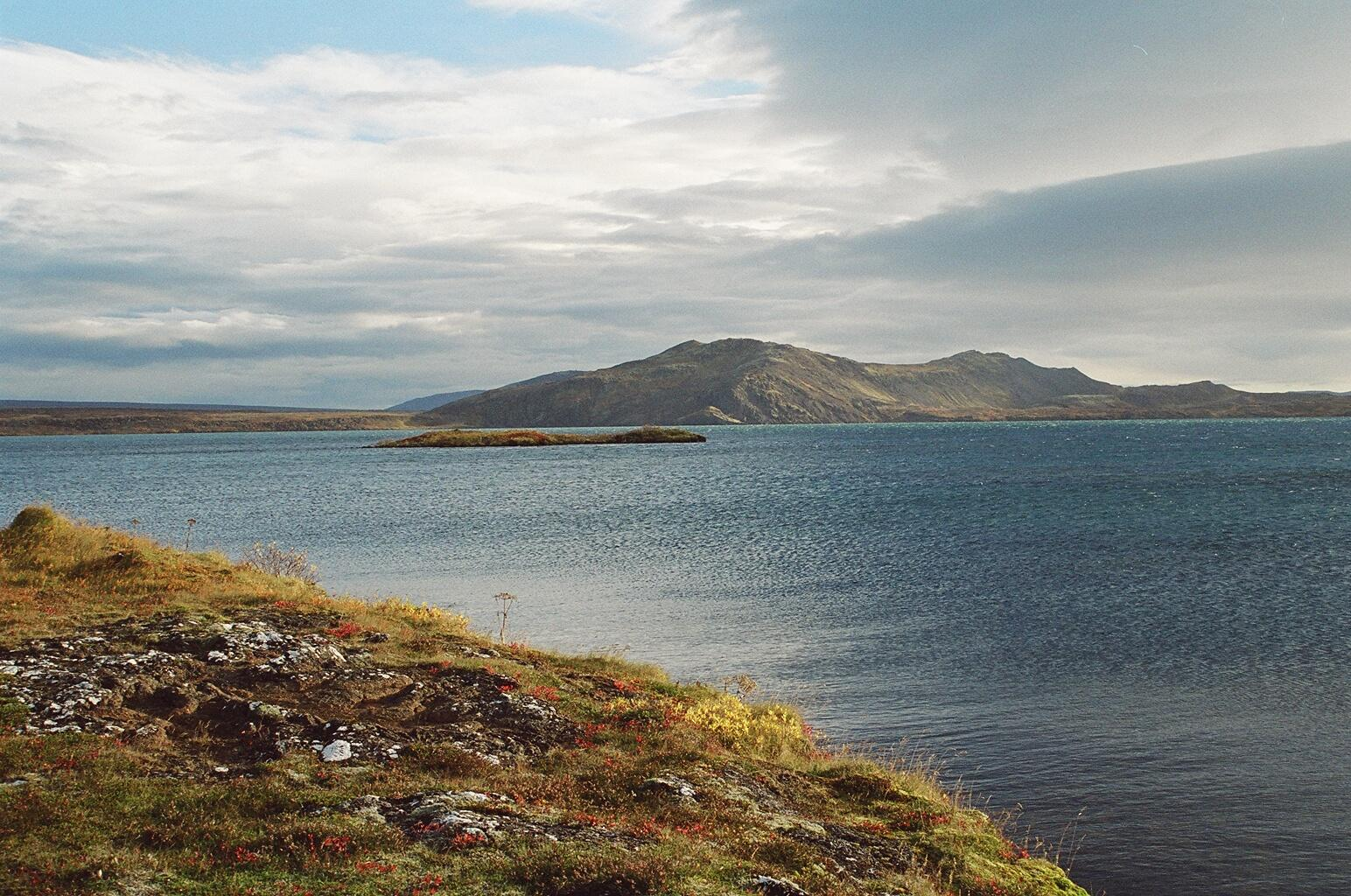
シンクヴェトリルから見たシンクヴァトラヴァトン (2004年)